# 俞兆晟
俞兆晟（？—？），字叔颖，一字叔音，号颖园，浙江海盐人。清朝进士、官员、诗人、书画家。

## 生平
俞兆晟是清朝康熙四十五年（1706年）丙戌科进士。历任户部侍郎、工部尚书、内阁学士、江南学政、翰林院侍读等职务。雍正十二年（1734年），因儿子俞鸿图（时任河南学政）在雍正十一年（1733年）泄漏考题贿卖秀才，俞兆晟被革职。雍正十三年在內閣學士行走，乾隆二年賞三品頂帶。
俞兆晟工书画，善画水墨花卉。俞兆晟的诗受到王士禛激赏。康熙五十一年（1712年），俞兆晟在担任翰林院编修时，曾为北京广通寺《敕建广通寺碑记》撰文。《乾隆淮安府志》卷二十六《坛庙·寺观》记载：“湛真寺在淮北里，旧名绍隆，僧益轮于康熙二十五年改建。海宁俞兆晟有记。”

## 著作
俞兆晟的主要著作有：
- 《静思斋集》
- 《海树堂杂录》
- 《荫华轩笔记》[1]